# Emser Hütte
Die Emser Hütte ist eine Schutzhütte der Ortsgruppe Hohenems der Naturfreunde Österreich. Sie liegt auf 1283 m ü. A. Höhe (nach eigenen Angaben 1298 m ü. A.) im Bregenzerwaldgebirge.

## Lage und Umgebung
Die Emser Hütte liegt am Fluhereck zwischen der Stadt Hohenems und dem zu Dornbirn gehörenden Bergdorf Ebnit in Österreich. Nordöstlich erhebt sich der Schöne Mann, auf der Südseite die nördlichen Ausläufer der Hohen Kugel und westlich der Strahlkopf.

## Geschichte
Im Jahre 1949 schloss Hans Wehinger einen Pachtvertrag mit der Gemeinde Hohenems über das Grundstück ab, auf dem die Hütte heute steht, später wurde es käuflich erworben. Die Mitglieder der Hohenemser Naturfreunde errichteten das Gebäude in 8000 ehrenamtlichen Arbeitsstunden von 1951 bis 1956.

## Wege

### Zustieg
- Vom Ebnit in ½ Stunde
- Von Emsreute in 2 Stunden
- Von der Alpe Gsohl oberhalb von Hohenems in 1¼ Stunden

### Touren von der Emser Hütte / Gipfelbesteigungen
- Alpe Schöner Mann, Gehzeit 20 Minuten
- Hohe Kugel (1645 m ü. A.), Gehzeit 1 Stunde